# Miro (hrabia Barcelony)

Półwysep Iberyjski z hrabstwem Barcelony jako lennem francuskim

Miró (I) (ur. w drugiej lub trzeciej dekadzie X wieku, zm. 31 października 966 roku w Barcelonie) – hrabia Barcelony, Girony i Osony w latach 947-966 razem ze swoim bratem Borrellem II.

## Życiorys
Urodził się jako drugi lub trzeci syn (z pięciorga dzieci) Sunyera (Sunifreda) I, hrabiego Barcelony i jego żony Rycheldy z Tuluzy, córki Ermengola I z Rouergue. Nie jest jasne, dlaczego w jednym dokumencie (donacji dla klasztoru Lagrasse z 954) występuje jako starszy brat (jego podpis widnieje jako pierwszy - przywilej najstarszego), a w donacji z 934 roku wymieniony jest jedynie jego brat Borrell. Być może wiązało się to z jakąś formą wydziedziczenia, bowiem Miró po śmierci ojca objął mniej prestiżowe funkcje. Między 940 a 942 rokiem zmarł jego najstarszy brat Ermenegol, hrabia Ossony.
W 947 roku jego ojciec Sunyer abdykował i przeniósł się do klasztoru, rozdzielając władzę między dwóch najstarszych synów. Miró miał odpowiadać za sprawy wewnętrzne, natomiast brat Borrell II - za wojsko i sprawy zagraniczne. Ten drugi tytułował się także królem Gotów, a w 948 roku odziedziczył po bezdzietnym wuju Sunifredzie II hrabstwo Urgell. Miro okazał się ostatnim hrabią Barcelony feudalnie poddanym Karolingom. W 987 roku bowiem, gdy francuski tron obejmował Hugo Kapet z dynastii Kapetyngów i zażądał przysięgi wierności od Borrella II, ten odmówił. Tym samym, wobec braku reakcji Hugona, więź została zerwana, a hrabstwo Barcelony na trwale uwolniło się od frankońskich wpływów.
Zachowały się akty donacji z 955 i 965 oraz sprzedaży z 963, w których Miró wymieniany jest jako hrabia. Za jego rządów zbudowano lub odbudowano kanał irygacyjny doprowadzający do Girony wodę z rzeki Besòs, a także prawdopodobnie kanał z rzeki Llobregat do zamku Cervelló. Wiadomo, że zmarł w 966 roku.
Nie jest znane imię żony Miró, jest ona jednak wymieniona w jednym dokumencie. Nie wspomina o niej Borrell II w dokumencie z grudnia 966 roku, na miesiąc po śmierci Miró. Borrell II w swoim testamencie z 993 roku wymienia trzech synów-hrabiów jako nepos, co należy interpretować jako bratanków (synowie Borrella byli zbyt młodzi, by samodzielnie objąć władzę). Ponieważ brak informacji o dzieciach reszty rodzeństwa Borrela należy przypuszczać, że były to dzieci Miró. Brak informacji po 993 roku o tych synach sugeruje, że zmarli wkrótce potem bez potomków. Synami Miró byli:
- Ramon;
- Borrell;
- Sunyer.